# Didelotia
Didelotia es un género de plantas fanerógamas de la familia Fabaceae. Es originario de África. Comprende 13 especies descritas y de estas, solo 12 aceptadas.

## Taxonomía
El género fue descrito por Henri Ernest Baillon y publicado en dansonia 5: 367. 1865.

## Especies
A continuación se brinda un listado de las especies del género Didelotia aceptadas hasta mayo de 2011, ordenadas alfabéticamente. Para cada una se indica el nombre binomial seguido del autor, abreviado según las convenciones y usos.
- Didelotia africana Baill.
- Didelotia afzelii Taub.
- Didelotia brevipaniculata J.Leonard
- Didelotia engleri Dinkl. & Harms
- Didelotia engleriniculata J.Leonard
- Didelotia idae Oldeman & al.
- Didelotia ledermannii Harms
- Didelotia letouzeyi Pellegr.
- Didelotia minutiflora (A.Chev.) J.Leonard
- Didelotia morelii Aubrev.
- Didelotia pauli-sitai Letouzey
- Didelotia unifoliolata J.Leonard